# Zoissa
Zoissa è una circoscrizione rurale (rural ward) della Tanzania situata nel distretto di Kongwa, regione di Dodoma. Conta una popolazione di 6 105 abitanti (censimento 2012).